# Karin Resetarits

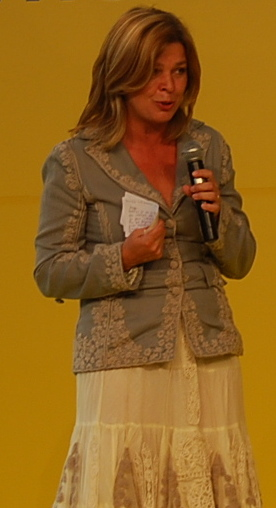
Karin Resetarits în 2008

Karin Resetarits (n. 15 decembrie 1961, Viena, Austria) este un om politic austriac, membru al Parlamentului European în perioada 2004-2009 din partea Austriei (LIF).